# Přemysl Čech
Přemysl Čech (* 2. října 1958 Sušice) je český novinář a televizní moderátor.

## Životopis
Narodil se 2. října 1958 v Sušici v učitelské rodině. Dětství a mládí prožité na Šumavě má na jeho další působení velký vliv. Velmi ho ovlivnili rodiče: matka učitelka češtiny je vedla k literatuře, otec ho ovlivňoval svojí publikační činností v okresním a krajském tisku. Již za studií na gymnáziu v Sušici pravidelně dopisoval do regionálních novin a časopisů.
Po studiu na gymnáziu (1973–1977) vystudoval na Univerzitě Karlově na Fakultě žurnalistiky obor filmová a televizní žurnalistika. Titul PhDr. získal v roce 1983.
Je ženatý, má dceru a syna.

## Působení v České televizi a Českém rozhlase
Od roku 1981 je zaměstnán v České televizi (ČT), původně v Československé televizi (ČST) na různých pozicích.
Zprvu byl redaktorem Hlavní redakce publicistiky a dokumentaristiky ČST, ve které se podílel na přípravě pořadů Zemědělský magazín, Vysílá studio Jezerka a Televizní klub mladých.
V roce 1985 se stal redaktorem Ústřední redakce Televizních novin v pražském zpravodajství, od roku 1987 působil v pořadu Hospodářský zápisník.
V letech 1990–1997 moderoval pořady Deník ČST, „21“, Debata a Objektiv.
Od roku 2000 byl postupně redaktorem, moderátorem, vedoucím ekonomické redakce a zástupcem šéfredaktora ekonomické redakce zpravodajství ČT. Současně moderoval pořady Před polednem, Před půlnocí, Studio ČT24 a Interview ČT24.
Od roku 2014 je redaktorem a moderátorem aktuální publicistiky, externě spolupracoval s Českým rozhlasem na pořadu Názory a argumenty.
Od roku 2019 moderuje pořad Historie.cs.
Svůj pevný vztah k Šumavě, kterou zná jako turista, cyklista nebo lyžař na běžkách, prokazuje trvale v České televizi v pořadu Toulavá kamera spoluautorstvím reportáží o Šumavě a Pošumaví (např. Pancíř, Nalžovské Hory, Prášily, Seismická stanice Kašperské Hory, Karel Klostermann, Hůrka nebo Perlorodky v Horažďovicích a mnoha dalších (celkem šest desítek)).
Je spoluautorem a moderátorem pořadů ČT Pozor, vysíláme! (2013), Naše Velká válka (2014), Směr Listopad (2014), Jaro 45 (2015), Náš Karel IV. (2016), Třetí republika (2017), Místopis TGM (2017), Beneš 1918 1938 1948 (2018), Čapek a pátečníci (2018), Pozor! Státní hranice (2019), Bílá hora 1620–2020 (2020), Zlatá dvacátá (2021), Pohlednice/Ansichtskarte (2022–2023).

## Literární činnost

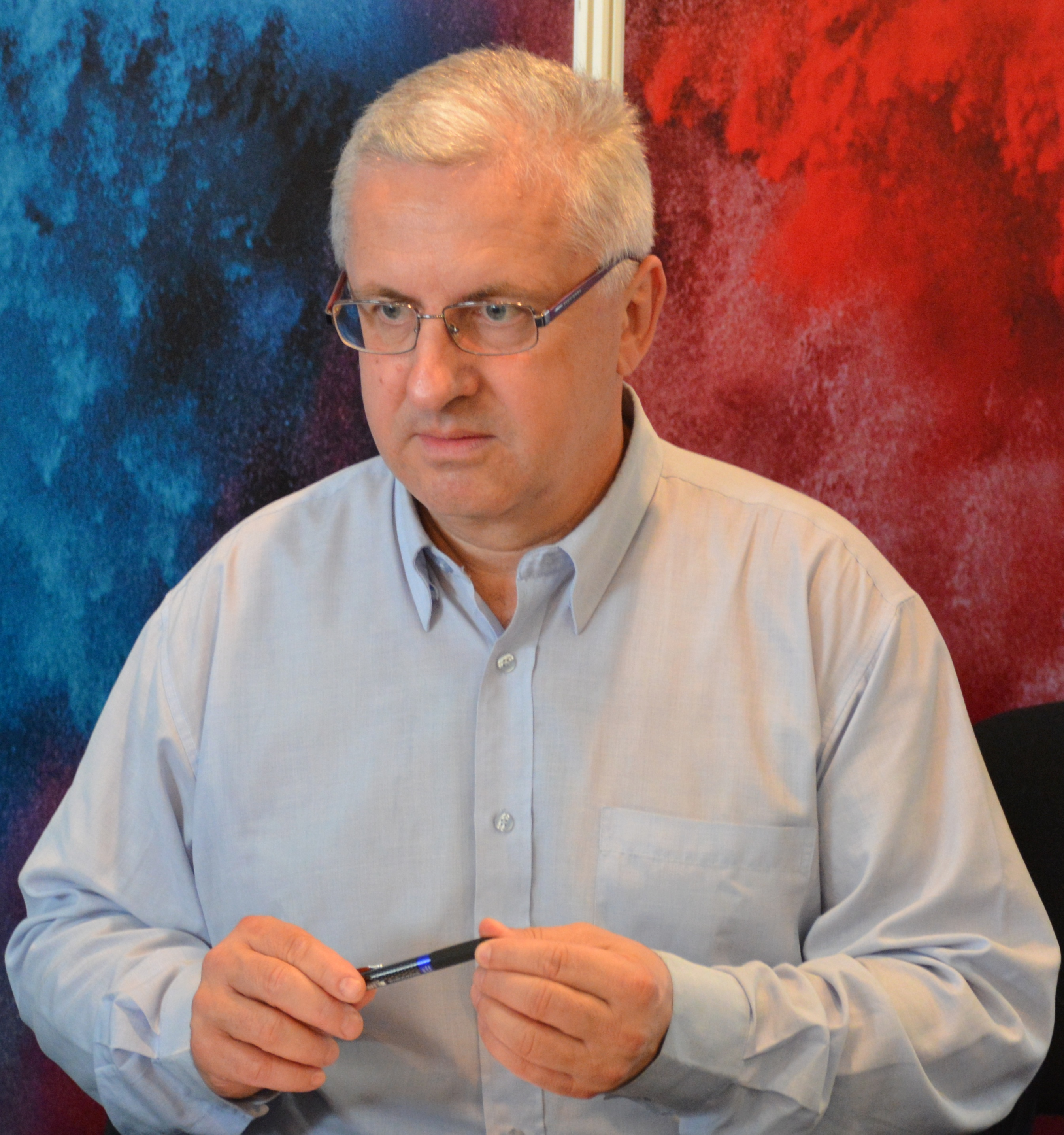
Přemysl Čech v roce 2015

Publikuje v časopise Vítaný host na Šumavě a v Českém lese. Do časopisu přispívá články ze Šumavy a o Šumavě, např. Šumavské reminiscence Karla Schwarzenberga, o Seismologické stanici v Kašperských Horách článkem Sledují tep Země: už padesát let registrují u Kašperských Hor zemětřesení z celého světa či o sušickém staviteli a architektovi Karlu Hourovi Ten, co staví a bourá.
Je autorem monografie historického místopisu a kapitol o šumavských osobnostech Trefen šumavským genem (vydáno 2014) a monografií rozhovorů se známými osobnostmi žijících a působících na Šumavy v knize Šumaváci (2017) – mj. s kytarovým virtuózem Lubomírem Brabcem, fotografem Vladimírem Hoškem, bývalým ministrem kultury Danielem Hermanem, ekologem a exministrem životního prostředí Bedřichem Moldanem, historikem Vladimírem Horpeniakem, bývalým mnohaletým starostou Modravy Antonínem Schubertem, šumavskou legendou, znalcem a patriotem Emilem Kinzlem a dalšími.

## Ocenění
Za knihu Trefen šumavským genem získal na literárním festivalu zaměřujícím se na propagaci a popularizaci regionální české, bavorské a hornorakouské literatury s důrazem na Šumavu Šumava Litera 2. místo Ceny Johanna Steinbrenera v roce 2015.
Za reportáž v časopisu Vítaný host na Šumavě a v Českém lese (Zámek Hrádek: praktická učebnice architektury) získal čestné uznání v soutěži Média na pomoc památkám (cena Prix non pereant 2016).
Za spoluautorství televizního pořadu Pohlednice/Ansichstkarte obdržel 2. místo v kategorii multimédia v novinářské soutěži Česko-německého fondu budoucnosti (vedoucím autorského kolektivu byl Jiří Vondráček, 2023).

## Společenské a veřejné aktivity
Je členem spolku rodáků a přátel Sušice Pražský Sušičan a členem vědecké rady Muzea města Prahy.